# 國道11號 (日本)

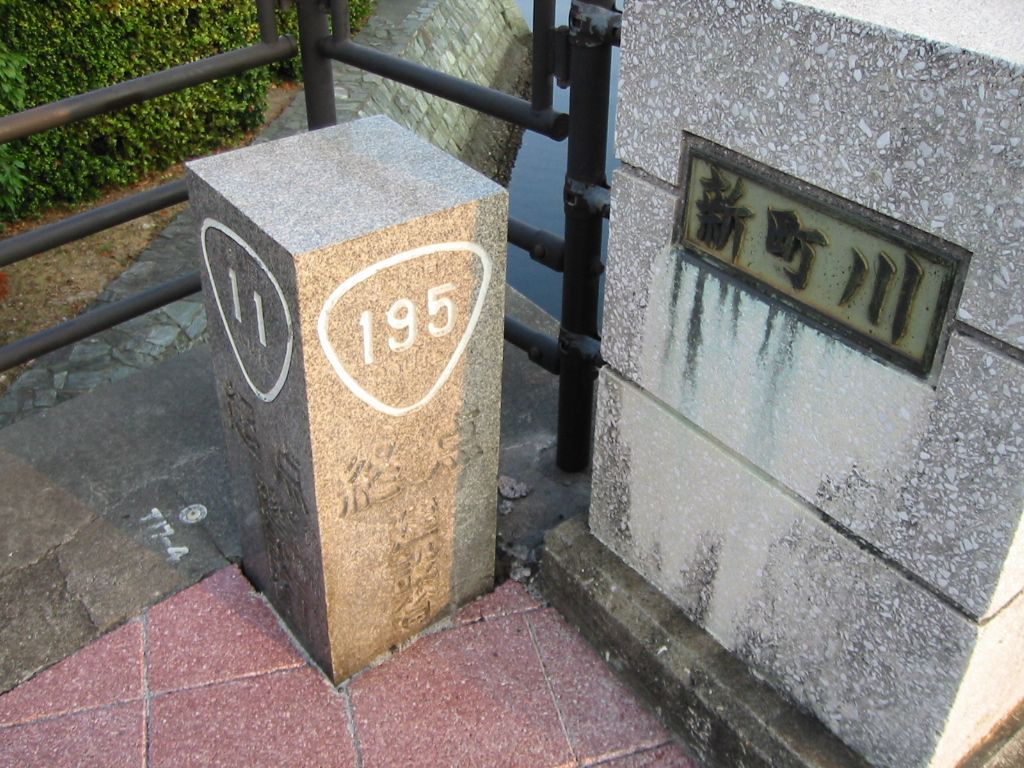
起點。
德島縣德島市攝影。

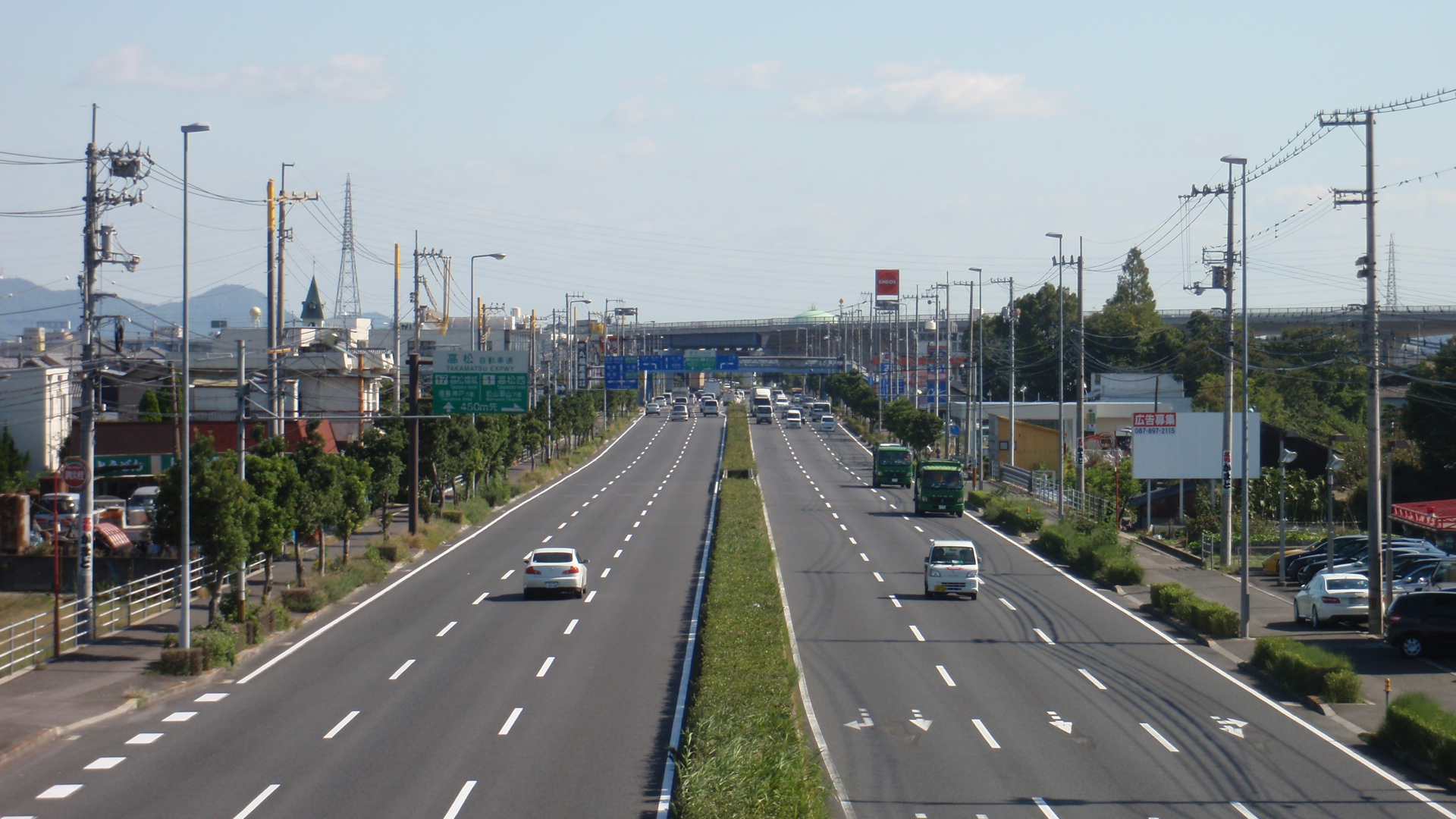
香川縣高松市郊外。

國道11號（日语：／ Kokudō Jūichi-gō）是日本德島縣德島市至愛媛縣松山市的一般國道。

## 概要
- 陸上距離：238.8km
- 起點：德島縣德島市（かちどき橋南詰交差點＝國道55號起點、國道28號、國道195號終點）
- 終點：愛媛縣松山市（市役所前交差點＝國道33號、國道56號終點、國道317號、國道379號、國道440號、國道494號起點）
- 主要經由地：德島縣鳴門市、香川縣高松市、坂出市、丸龜市、愛媛縣四國中央市、新居濱市、西条市、東溫市
- 指定區間：全線

明治時代稱為讚岐街道。德島縣 - 香川縣與高松自動車道、愛媛縣内與松山自動車道並走。經過四國最大的工業地帶與愛媛縣松山市連結。
在無單位數國道的四國中是號數最小的國道、與國道32號・國道33號・國道55號・國道56號共為四國的大動脈。
德島市・鳴門市・高松市・坂出市・丸龜市・三豐市・觀音寺市・四國中央市・新居濱市・西条市・東溫市・松山市、通過各縣的主都市。沿線市町的合計人口為208万人、四國人口的51%皆集中沿線。

## 歷史
1885年（明治18年）内務省告示第6號「國道表」、丸龜 - 松山間為國道31號「東京至愛媛縣到達路線」（現1號、2號經由、岡山分岐下津井 - 丸龜間為航路）的部份、德島附近為國道30號「東京至德島縣到達路線」（現1號、2號經由。明石分岐經淡路島）的部份。1889年（明治22年）3月16日内務省告示第8號、追加指定丸龜 - 高松間為國道50號「東京至香川縣到達路線」（上記31號經由、丸龜分岐）的部份。
1920年（大正9年）施行基於舊道路法的路線認定、舊30號為國道21號「東京市至德島縣廳所在地到達路線（甲）」。其他的四國到達國道變更為經由下津井丸龜航路的宇高航路（宇野 - 高松間）。至高松的舊50號終點延長至德島國道22號「東京市至德島縣廳所在地到達路線（乙）」、丸龜直接往高知方向的舊32號0、高松 - 龍川村（現・善通寺市）間現香川縣道33號高松善通寺線（部份為現香川縣道175號衣掛鄉東線）的路線經龍川南進至國道23號「東京市至高知縣廳所在地到達路線」、松山的舊31號、龍川23號分岐為國道24號「東京市至愛媛縣廳所在地到達路線」。整理如下。
|                       | 明治國道           | 大正國道             | 現在                                                                                |
| --------------------- | ------------------ | -------------------- | ----------------------------------------------------------------------------------- |
| 德島 - 淡路方面分岐點 | 30號（東京德島線） | 21號（東京德島線甲） | 11號（28號重複）                                                                    |
| 淡路方面分岐點 - 高松 | 未指定             | 22號（東京德島線乙） | 德島縣道42號瀨戶撫養線 德島縣道・香川縣道1號德島引田線 11號 香川縣道155號牟礼中新線 |
| 高松 - 丸龜・善通寺   | 50號（東京香川線） | 23號（東京高知線）   | 香川縣道33號高松善通寺線（國道11號並行） 香川縣道175號衣掛鄉東線                    |
| 丸龜・善通寺 - 松山   | 31號（東京愛媛線） | 24號（東京愛媛線）   | 香川縣道33號高松善通寺線 11號 愛媛縣道334號松山川内線                               |

1952年（昭和27年）12月4日、基於新道路法指定路線、一級國道11號（德島縣德島市 - 愛媛縣松山市）。1965年4月1日、道路法改正成一級・二級別的一般國道11號。

## 重複區間
- 德島縣
  - 國道28號：德島市（かちどき橋南詰交差點） - 板野郡松茂町（廣島交差點）
  - 國道377號：鳴門市（鳴門IC前交差點） - 東香川市（田高田交差點）
- 香川縣
  - 國道30號・國道436號：高松市番町一丁目（番町交差點） - 高松市中新町（中新町交差點）
  - 國道193號・國道492號：高松市中新町（中新町交差點） - 高松市上天神町（上天神町交差點）
  - 國道32號：高松市中新町（中新町交差點） - 高松市田村町（峰山口交差點）
  - 國道319號：坂出市（川津交差點） - 丸龜市（原田西交差點）
- 愛媛縣
  - 國道192號：四國中央市（井地交差點） - 西条市（小川交差點）
  - 國道494號：東溫市則之内 - 松山市（市役所前交差點）
  - 國道33號・國道379號・國道440號：松山市小坂（小坂交差點） - 松山市二番町（市役所前交差點）
  - 國道317號：松山市勝山町（勝山交差點） - 松山市二番町（市役所前交差點）

## 通過市町村
- 德島縣
  - 德島市 - 板野郡松茂町 - 鳴門市
- 香川縣
  - 東香川市 - 讚岐市 - 高松市 - 坂出市 - 綾歌郡宇多津町 - 丸龜市 - 善通寺市 - 三豐市 - 觀音寺市
- 愛媛縣
  - 四國中央市 - 新居濱市 - 西条市 - 東溫市 - 松山市

## 接續路線
- 德島縣
  - 國道55號・國道192號（德島市・かちどき橋南詰交差點起點）（※國道55號重複=國道195號、國道192號重複=國道318號）
  - 國道28號（德島市・かちどき橋南詰交差點起點 - 板野郡松茂町・廣島交差點）
  - 德島自動車道德島IC（德島市）
  - 高松自動車道・神戶淡路鳴門自動車道鳴門IC（鳴門市）
  - 國道377號（鳴門市 -（重複）- 東香川市・田高田交差點）

- 香川縣
  - 國道318號（※國道318號重複=國道377號）（東香川市・田高田交差點）
  - 高松自動車道（高松東道路）津田東IC（讚岐市）
  - 國道30號（※國道30號重複=國道436號）（高松市・番町交差點 -（重複）- 中新町交差點）
  - 國道193號（※國道193號重複=國道492號）（高松市・中新町交差點 -（重複）- 上天神町交差點）
  - 國道32號（高松市・中新町交差點 -（重複）- 峰山口交差點）
  - 高松自動車道高松檀紙IC（高松市）
  - 國道438號（坂出市・川津交差點）
  - 國道319號（坂出市・川津交差點 -（重複）- 丸龜市・原田西交差點）
  - 高松自動車道・瀬戶中央自動車道坂出IC（坂出市）
  - 高松自動車道讚岐豐中IC（三豐市）
  - 高松自動車道大野原IC（觀音寺市）
  - 國道377號（觀音寺市・姫濱交差點）

- 愛媛縣
  - 國道192號（四國中央市・井地交差點 -（重複）- 西条市・小川交差點）
  - 松山自動車道三島川之江IC（四國中央市＜川之江三島繞道＞）
  - 國道319號（四國中央市・金子交差點）
  - 松山自動車道土居IC（四國中央市）
  - 松山自動車道いよ西条IC（西条市）
  - 國道194號（西条市・加茂川橋交差點）
  - 國道196號（西条市小松町新屋敷）
  - 松山自動車道いよ小松IC（西条市）
  - 今治小松自動車道いよ小松北IC（西条市＜小松繞道＞）
  - 國道494號（東溫市則之内 -（重複）- 松山市・市役所前交差點）
  - 松山自動車道川内IC（東溫市）
  - 國道33號・國道379號・國道440號（國道33號重複＝國道379號・國道440號）（松山市・小坂交差點） -（重複）- 市役所前交差點）
  - 國道317號（松山市・勝山交差點 -（重複）- 市役所前交差點）
  - 國道56號（松山市・市役所前交差點終點）

## 繞道
- 吉野川繞道（德島縣）
- 大内白鳥繞道（香川縣）
- 高松東道路（香川縣）
- 高松北繞道（香川縣）
- 高松南繞道（香川縣）
- 高松東繞道（香川縣）
- 坂出丸龜繞道（香川縣）
- 川之江三島繞道（愛媛縣）
- 新居濱繞道（愛媛縣）
- 西条市繞道（愛媛縣）
- 小松繞道（愛媛縣）
- 重信道路（愛媛縣）
- 松山東道路（愛媛縣）

## 全線概要
| 地點                       | 車線數         | 最高速度                                               | 道路名           |
| -------------------------- | -------------- | ------------------------------------------------------ | ---------------- |
| かちどき橋南詰交差點       | 6車線          | 50km/h                                                 | 吉野川繞道       |
| 吉野川大橋南詰             | 6車線          | 50km/h                                                 | 吉野川繞道       |
| 60km/h                     | 6車線          |                                                        | 吉野川繞道       |
| 鳴門IC附近                 | 6車線          |                                                        | 吉野川繞道       |
| 4車線                      |                |                                                        | 吉野川繞道       |
| 德島縣道42號瀬戶撫養線交點 |                |                                                        | 吉野川繞道       |
| 2車線                      | 40km/h         | 舊道                                                   |                  |
| 2車線                      | 40km/h         | 舊道                                                   | 牟礼交差點       |
| 4車線                      | 50km/h         | 高松北繞道                                             |                  |
| 4車線                      | 50km/h         | 高松北繞道                                             | 古高松南站附近   |
| 4車線                      | 60km/h         | 高松北繞道                                             |                  |
| 4車線                      | 詰田川西交差點 | 高松北繞道                                             |                  |
| 4車線                      | 50km/h         | 高松北繞道                                             |                  |
| 4車線                      | 番町交差點     | 高松北繞道                                             |                  |
| 6車線                      | 50km/h         | 中央通                                                 |                  |
| 6車線                      | 50km/h         | 中央通                                                 | 栗林公園前交差點 |
| 6車線                      | 50km/h         | 高松南繞道                                             |                  |
| 6車線                      | 50km/h         | 上天神町交差點                                         |                  |
| 6車線                      | 60km/h         |                                                        |                  |
| 6車線                      | 府中高架橋     |                                                        |                  |
| 4車線                      |                |                                                        |                  |
| 前谷東交差點               |                |                                                        |                  |
| 坂出丸龜繞道               |                |                                                        |                  |
| 中村町交差點               |                |                                                        |                  |
| 2車線                      | 40km/h         | 舊道、川之江三島繞道、新居濱繞道、西条市繞道、小松繞道 |                  |
| 2車線                      | 40km/h         | 舊道、川之江三島繞道、新居濱繞道、西条市繞道、小松繞道 | 則之内交差點     |
| 4車線                      | 50km/h         | 重信道路                                               |                  |
| 4車線                      | 50km/h         | 重信道路                                               | 志津川交差點     |
| 4車線                      | 50km/h         | 松山東道路                                             |                  |
| 4車線                      | 50km/h         | 小坂4丁目交差點                                        |                  |
| 6車線                      | 50km/h         |                                                        |                  |
| 永木町交差點               | 50km/h         |                                                        |                  |
| 4車線                      | 40km/h         |                                                        |                  |
| 4車線                      | 40km/h         | 市役所前交差點                                         |                  |

## 收費道路
- 高松東道路（高松自動車道）（香川縣）

## 別名
- 伊予街道
- 丸龜街道
- 志度街道
- 阿波街道
- 讚岐街道
- 小松街道
- 櫻三里街道
- 四國遍路
- 讚岐夢街道

## 主要峠
- 羽立峠（標高40m）：香川縣讚岐市
- 天野峠（標高41m）：香川縣讚岐市
- 鳥坂峠（標高70m）：香川縣三豐市
- 櫻三里：愛媛縣東溫市、西条市

## 關連項目
- 四國地方道路一覽

## 外部連結
- 四國地方整備局 （页面存档备份，存于）
  - 德島河川國道事務所 （页面存档备份，存于）
  - 香川河川國道事務所 （页面存档备份，存于）
  - 松山河川國道事務所 （页面存档备份，存于）